# إيميت أونيل
إيميت أونيل (بالإنجليزية: Emmett O'Neill) هو لاعب كرة قاعدة أمريكي، ولد في 13 يناير 1918 في سان ماتيو في الولايات المتحدة، وتوفي في 11 أكتوبر 1993 في سباركس في الولايات المتحدة.